# Les Fontenelles
Les Fontenelles és un municipi francès situat al departament del Doubs i a la regió de Borgonya - Franc Comtat. L'any 2007 tenia 493 habitants.

## Demografia

### Població
El 2007 la població de fet de Les Fontenelles era de 493 persones. Hi havia 169 famílies de les quals 40 eren unipersonals (20 homes vivint sols i 20 dones vivint soles), 47 parelles sense fills, 74 parelles amb fills i 8 famílies monoparentals amb fills.
La població ha evolucionat segons el següent gràfic:
Habitants censats

### Habitatges
El 2007 hi havia 183 habitatges, 170 eren l'habitatge principal de la família, 10 eren segones residències i 2 estaven desocupats. 139 eren cases i 43 eren apartaments. Dels 170 habitatges principals, 130 estaven ocupats pels seus propietaris, 36 estaven llogats i ocupats pels llogaters i 4 estaven cedits a títol gratuït; 1 tenia una cambra, 9 en tenien dues, 19 en tenien tres, 28 en tenien quatre i 114 en tenien cinc o més. 141 habitatges disposaven pel capbaix d'una plaça de pàrquing. A 69 habitatges hi havia un automòbil i a 83 n'hi havia dos o més.

### Piràmide de població
La piràmide de població per edats i sexe el 2009 era:
| Homes | Edats   | Dones |
| ----- | ------- | ----- |
| 0     | 95 o +  | 0     |
| 0     | 90 a 94 | 4     |
| 0     | 85 a 89 | 4     |
| 4     | 80 a 84 | 0     |
| 4     | 75 a 79 | 20    |
| 4     | 70 a 74 | 8     |
| 12    | 65 a 69 | 12    |
| 8     | 60 a 64 | 8     |
| 8     | 55 a 59 | 16    |
| 4     | 50 a 54 | 12    |
| 8     | 45 a 49 | 4     |
| 12    | 40 a 44 | 4     |
| 20    | 35 a 39 | 16    |
| 32    | 30 a 34 | 20    |
| 28    | 25 a 29 | 20    |
| 16    | 20 a 24 | 4     |
| 8     | 15 a 19 | 4     |
| 12    | 10 a 14 | 12    |
| 4     | 5 a 9   | 24    |
| 32    | 0 a 4   | 8     |

## Economia
El 2007 la població en edat de treballar era de 326 persones, 242 eren actives i 84 eren inactives. De les 242 persones actives 230 estaven ocupades (126 homes i 104 dones) i 12 estaven aturades (4 homes i 8 dones). De les 84 persones inactives 24 estaven jubilades, 40 estaven estudiant i 20 estaven classificades com a «altres inactius».

### Ingressos
El 2009 a Les Fontenelles hi havia 184 unitats fiscals que integraven 482 persones, la mediana anual d'ingressos fiscals per persona era de 21.422 €.

### Activitats econòmiques
Dels 16 establiments que hi havia el 2007, 1 era d'una empresa extractiva, 1 d'una empresa alimentària, 1 d'una empresa de fabricació d'altres productes industrials, 6 d'empreses de construcció, 1 d'una empresa de comerç i reparació d'automòbils, 3 d'empreses d'hostatgeria i restauració, 1 d'una empresa immobiliària, 1 d'una empresa de serveis i 1 d'una entitat de l'administració pública.
Dels 8 establiments de servei als particulars que hi havia el 2009, 1 era un taller de reparació d'automòbils i de material agrícola, 1 guixaire pintor, 2 fusteries, 1 lampisteria, 1 electricista, 1 restaurant i 1 agència immobiliària.
L'any 2000 a Les Fontenelles hi havia 10 explotacions agrícoles que ocupaven un total de 550 hectàrees.

## Equipaments sanitaris i escolars
El 2009 hi havia una escola elemental. Les Fontenelles disposava d'un col·legi d'educació secundària amb 116 alumnes.

## Poblacions més properes
El següent diagrama mostra les poblacions més properes.